# ボア (管楽器)
音楽において、管楽器（木管および金管を含む）のボア（英: Bore）は、その内部室である。ボアは、空気が通過する流路を定義し、これは音を生み出す振動を決める。ボアの形状は、楽器の音色に強い影響を与える。

## 形状
円錐と円筒が管楽器のボアを説明するために使われる2つの理想化された形状である。楽器は、「フレア」（ベル）で終わる主に円筒形の管で構成される。これらの形状は、楽器の音色に関連した倍音の突出に影響を与える。

### 円筒形ボア
円筒形ボアの直径は、その長さに沿って一定である。音響的な挙動は、楽器が閉じている（一端が閉じていて他端が開いている）か、または開いている（両端が開いている）かに依存する。開管の場合、第1固有振動（基音）によって生成される波長は、管の長さの約2倍である。第2固有振動で生成される波長は、管の長さの半分であるため、その音高は1オクターブ高くなり、したがって、開いた円筒形ボア楽器は、オクターブでオーバーブローする。これは第2倍音（高調波）に相当し、一般に開いた円筒形ボア楽器の高調波スペクトルは偶数倍音と奇数倍音の両方で強い。閉管の場合、第1固有振動によって生成される波長は、管の長さの約4倍である。第2固有振動によって生じる波長は、その3分の1、すなわち管の長さの3分の4であるため、その音高は12度高くなる。閉じている円筒形ボア楽器は12度でオーバーブローする。これは第3倍音に相当する。一般的に、閉じている円筒形ボア楽器の高調波スペクトルは、特に下の音域では、奇数倍音のみが強く現れる。しかし、現代の金管楽器は一般的に全ての音高で楽器の全長を使用しているため、マウスピースとベルの影響を大きく受ける。これらの影響により、ボアがほとんど円筒形であっても、楽器の響きは円錐管の響きに近いものになる。
円筒形、またはほとんど円筒形のボアを持つ楽器:
- シャリュモー
- クラリネット
- コルナムーゼ（英語版）
- クルムホルン
- フルート（ベーム式 — 開管）
- リコーダー（ルネサンス期と一部の現代リコーダー）
- コルトホルト（英語版）
- ランケット（ルネサンス期）
- シュドロフォン（英語版）
- トランペット

### 円錐形ボア
円錐形ボアの直径は楽器の端からの距離にしたがって直線的に変化する。完全な円錐形ボアは直径0（円錐の頂点）で始まる。しかしながら、実際の楽器のボアは円錐の錐台に近い。第1固有振動によって生成される波長は頂点から測った円錐の距離の約2倍である。第2固有振動によって生成される波長は円錐の長さとほぼ等しく、その音高はオクターブ高い。したがって、円錐形ボア楽器は、開いた円筒形ボアを持つ楽器と同様に、オクターブでオーバーブローし、一般的に奇数倍音と偶数倍音の両方が強い高調波スペクトルを有する。
円錐形、またはほとんど円錐形のボアを持つ楽器:
- アルプホルン
- ファゴット
- 巻き貝の貝殻
- コルネット
- ドゥルシアン
- ユーフォニアム
- フリューゲルホルン
- フラウト・トラヴェルソ
- リコーダー（バロックリコーダーおよびほとんどの近代リコーダー）
- オーボエ
- ランケット（バロック期）
- ラウシュプファイフェ（英語版）
- サクソルン
- サクソフォーン
- ショーム
- チューバ
- イリアン・パイプス

## 木管楽器
木管楽器のボアの一部は正確な円錐または円筒からずれている。例えば、オーボエとオーボエ・ダモーレは似た音高であるものの、異なる形状のベルを持つ。そのため、オーボエ・ダモーレのような「ふくよかな」音色に比べて、オーボエの音色は「突き刺さるよう」と表現される。
一般的に木管楽器の音色はボアの形状によって決まるものの、楽器の外側の形状は典型的には音色にほとんど影響を与えない。また、木管楽器の外側の形状は、そのボアの形状とあからさまに一致していない場合もある。例えば、オーボエとクラリネットは外見は似ていても、オーボエのボアは円錐形、クラリネットのボアは円筒形である。
バロックリコーダーのボアは「逆」テーパーを有しており、楽器の頭部はより広く、側部はより狭い。ほとんどの近代リコーダーも、バロックリコーダーと非常に似せて作られているため、このような円錐形ボアを有する。しかしながら、ルネサンス期や中世、また近代の複数のリコーダーは円筒形ボアを有する。

## 金管楽器
金管楽器も円錐形あるいは円筒形に分類されるが、実際はほとんどは円錐形部分（マウスピーステーパー［リードパイプ］）と円錐形でも円筒形でもないフレア部分（ベル）との間に円筒形部分を有する。Benadeによる典型的な各部分の割合を以下の表に示す。
|                      | トランペット | トロンボーン | ホルン |
| -------------------- | ------------ | ------------ | ------ |
| マウスピーステーパー | 21%          | 9%           | 11%    |
| 円筒形部分           | 29%          | 52%          | 61%    |
| ベル                 | 50%          | 39%          | 28%    |

これらの割合はバルブやスライドを操作すると変動する。上記の数字はバルブが開いている、あるいはスライドを完全に入れている楽器のものである。円筒管や円錐管の標準モデルからのこのずれは、金管楽器の固有振動周波数が第1固有振動の整数倍に対応していないこと意味する（第1固有振動は演奏には使用されない）。しかし、高音域は「架空の基音」の整数倍に相当する。「架空の基音」はペダルトーンとして演奏することができる。木管楽器とは対照的に、金管楽器の奏者は、音を大きく上または下に「リップ」させることができ、楽器によっては特権的な周波数（ペダルトーンおよびフォルストーン）を利用して、可能な範囲外の調和した音を得ることができる。

## 推薦文献
- Nederveen, Cornelis Johannes, Acoustical aspects of woodwind instruments. Amsterdam, Frits Knuf, 1969.
- for waveform and harmonic characteristics, clarinet,  and a conical, cylindrical comparison.  Bryan H. Suits, Phy.MTU.edu.
  - The previous author refers to: "The conical bore in musical acoustics," by R. D. Ayers, L. J. Eliason, and D. Mahgerefteh, American Journal of Physics, Vol 53, No. 6, pgs 528-537, (1985).
- A short description with waveforms of the bassoon. Also a general discussion of acoustics (with calculations and waveforms) in wind instruments Jan. 18, 2011. GSU.edu.